# Aretxabaleta
Aretxabaleta è un comune spagnolo di 6 184 abitanti situato nella comunità autonoma dei Paesi Baschi.